# 奥尔热德伊
奥尔热德伊（法語：Orgedeuil，法語發音：[ɔʁʒədœj]）是法国夏朗德省的一个市镇，位于该省东部，属于昂古莱姆区。

## 地理
奥尔热德伊（45°41'27"N, 0°29'33"E）面积10.39 平方千米，位于法国新阿基坦大区夏朗德省，该省份为法国西部内陆省份，北起德塞夫勒省和维埃纳省，东临上维埃纳省，东南至多尔多涅省，南至多爾多涅省，西接滨海夏朗德省。
与奥尔热德伊接壤的市镇（或旧市镇、城区）包括：马兹罗勒、蒙布龙、圣索尔南、伊夫拉克和马莱朗。

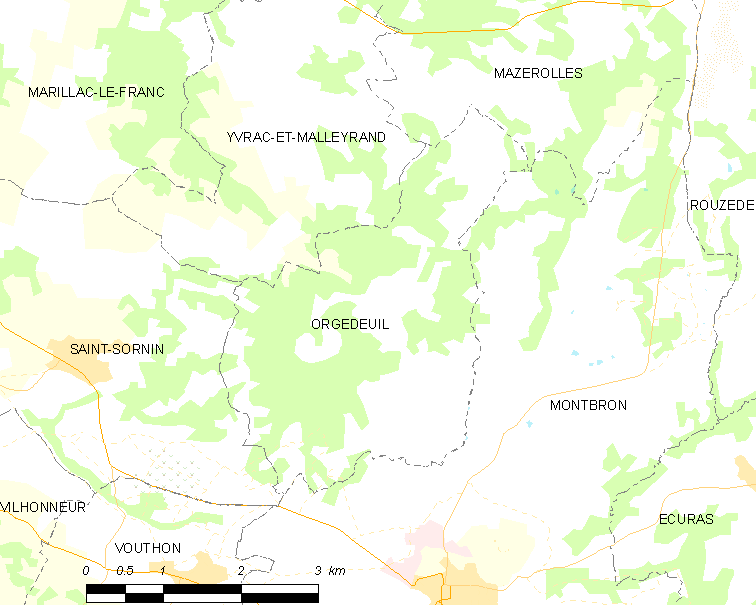
奥尔热德伊的OSM定位图

奥尔热德伊的时区为UTC+01:00、UTC+02:00（夏令时）。

## 行政
奥尔热德伊的邮政编码为16220，INSEE市镇编码为16250。

## 政治
奥尔热德伊所属的省级选区为塔杜瓦尔河谷县。

## 人口

1962-2008年间奥尔热德伊人口变化图示

奥尔热德伊于2022年1月1日时的人口数量为208人。